# Randogne
Randogne (toponimo francese) è una frazione di 4 279 abitanti del comune svizzero di Crans-Montana, nel Canton Vallese (distretto di Sierre).

## Storia

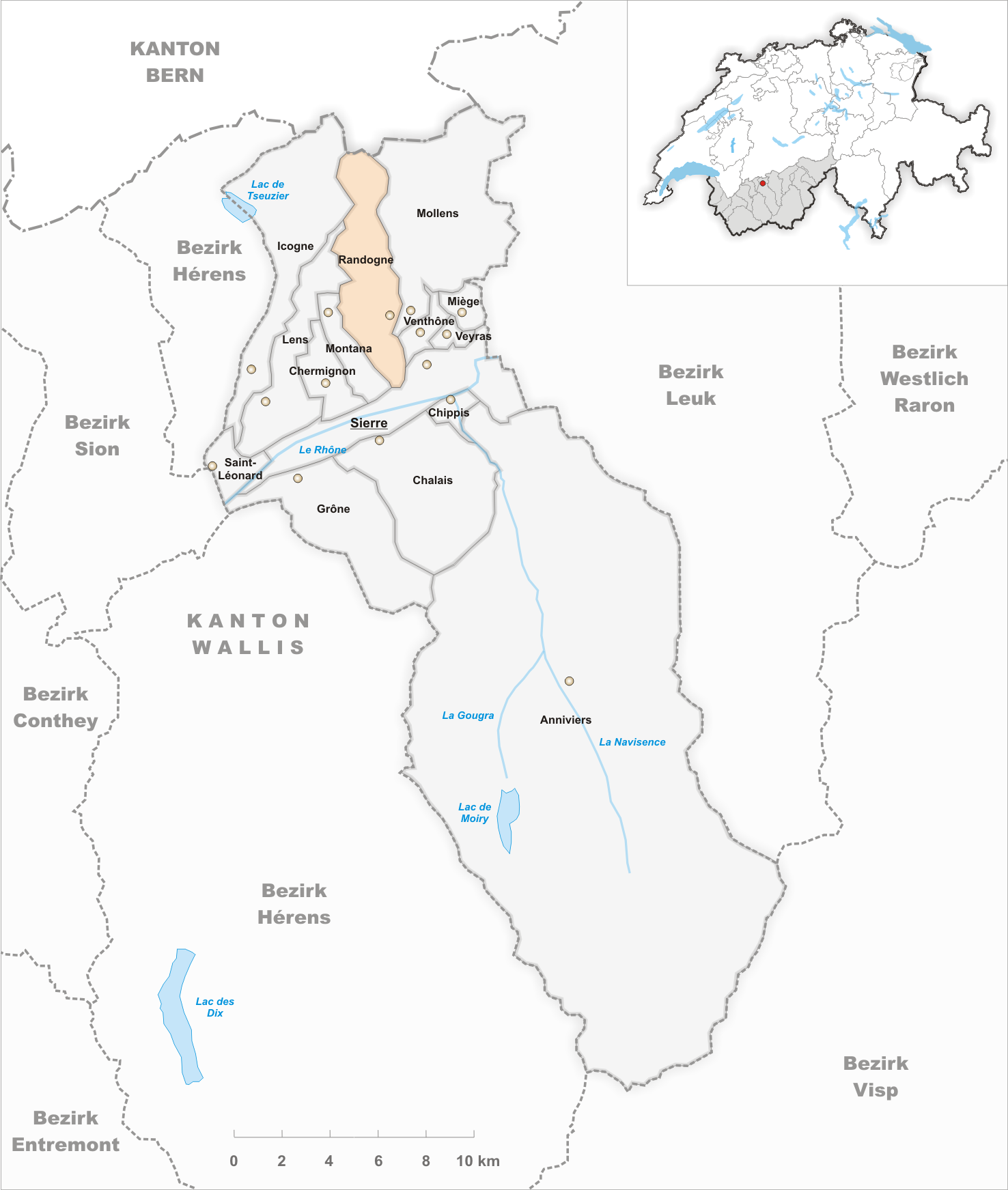
Il territorio del comune di Randogne prima degli accorpamenti comunali del 2017

Già comune autonomo istituito nel 1839 per scorporo da quello di Sierre, si estendeva per 16,8 km² e comprendeva anche le frazioni di Bluche, Darnona, Loc, Montana-Station e Montana-Vermala; nel 2017 è stato accorpato agli altri comuni soppressi di Chermignon, Mollens e Montana per formare il nuovo comune di Crans-Montana.

## Monumenti e luoghi d'interesse
- Chiesa parrocchiale cattolica di Montana-Vermala, eretta nel 1928[1].

## Società

### Evoluzione demografica
L'evoluzione demografica è riportata nella seguente tabella:
Abitanti censiti

## Amministrazione
Ogni famiglia originaria del luogo fa parte del cosiddetto comune patriziale e ha la responsabilità della manutenzione di ogni bene ricadente all'interno dei confini della frazione.